# 707 Штайна
707 Штайна (707 Steina) — астероїд головного поясу, відкритий 22 грудня 1910 року.
Тіссеранів параметр щодо Юпітера — 3,670.